# Ctenucha rubrovenata
Ctenucha rubrovenata är en fjärilsart som beskrevs av Rothschild 1912. Ctenucha rubrovenata ingår i släktet Ctenucha och familjen björnspinnare. Inga underarter finns listade i Catalogue of Life.